# Grenzteufe
Als Grenzteufe bezeichnet man in der Schachtfördertechnik die Teufe einer Schachtförderanlage, bei der die Belastung des Förderseils durch das Eigengewicht des Förderseils rechnerisch unendlich groß wird. In der Praxis wird die Grenzteufe stets im Bezug zur jeweiligen Grenzlast betrachtet.

## Grundlagen
Wenn man ein Seil mit theoretisch unendlich großer Länge senkrecht der Länge nach hochheben würde, dann kommt man ab einer bestimmten Seillänge zu dem Punkt, bei dem das Seil aufgrund seines eigenen Gewichtes zerreißt. Der Punkt, wann das Seil nun zerreißt, hängt von seiner Bruchfestigkeit ab, die bei Förderseilen zwischen 110 und 220 kg pro mm2 liegt. Je nach Bruchfestigkeit des Materials beträgt diese Länge 12.000 Meter bis zu 20.000 Meter. Man bezeichnet diese Länge, bei der das Seil aufgrund seines Eigengewichtes zerreißt, als Zerreißlänge. Unter Berücksichtigung der Seilsicherheit erhält man die Grenzteufe. Um die jeweiligen Nutzlasten tragen zu können, müssen die Förderseile aufgrund der an ihnen hängenden Lasten einen immer größeren Seildurchmesser haben und sind somit auch immer schwerer.
| Seilnenndurchmesser | Grenzteufe bei Korblast (in Tonnen) | Grenzteufe bei Korblast (in Tonnen) | Grenzteufe bei Korblast (in Tonnen) | Grenzteufe bei Korblast (in Tonnen) | Grenzteufe bei Korblast (in Tonnen) | Grenzteufe bei Korblast (in Tonnen) |
| Seilnenndurchmesser | 5                                   | 10                                  | 15                                  | 20                                  | 25                                  | 30                                  |
| ------------------- | ----------------------------------- | ----------------------------------- | ----------------------------------- | ----------------------------------- | ----------------------------------- | ----------------------------------- |
| 76 mm               | 2083 m                              | 1833 m                              | 1583 m                              | 1333 m                              | 1083 m                              | 833 m                               |
| 71 mm               | 2047 m                              | 1762 m                              | 1476 m                              | 1190 m                              | 904 m                               | 619 m                               |
| 66 mm               | 2000 m                              | 1667 m                              | 1333 m                              | 1000 m                              | 667 m                               | 333 m                               |
| 60 mm               | 1933 m                              | 1533 m                              | 1133 m                              | 733 m                               | 333 m                               |                                     |
| 54 mm               | 1833 m                              | 1333 m                              | 833 m                               | 333 m                               |                                     |                                     |
| 46 mm               | 1667 m                              | 1000 m                              | 333 m                               |                                     |                                     |                                     |

Mit größer werdender Teufe wird somit auch der Anteil des Seilgewichts an der Gesamtlast stetig größer. Das hat zur Folge, dass bereits ab einer Teufe von 500 Metern das Förderseil etwa genauso viel wie wiegt die normale Nutzlast. Ein größerer Seildurchmesser erfordert aber wiederum Seilscheiben mit einem größeren Durchmesser. Um den erforderlichen Seildurchmesser und die damit verbundenen Ausmaße der Anlagenteile in praktisch erträglichen Grenzen zu halten, gibt es unterschiedliche Maßnahmen.

## Maßnahmen zur Vergrößerung der Grenzteufe
Um die Grenzteufe vergrößern und somit aus größeren Teufen fördern zu können, gibt es verschiedene Maßnahmen. Hierfür eignen sich in erster Linie technische Maßnahmen am Förderseil. Dies sind Maßnahmen, die darauf abzielen, den Seildurchmesser zu verringern und dadurch das Eigengewicht des Seiles zu reduzieren. Eine Möglichkeit besteht darin, dass der Seildurchmesser des Förderseils in Teilbereichen reduziert wird, indem man verjüngte Förderseile verwendet. Eine weitere technische Maßnahme ist die Verwendung von Seilen mit einer höheren Festigkeit. Zudem besteht die Möglichkeit, mehrere Förderseile parallel als Mehrseilförderung zu nutzen. Des Weiteren gibt es auch organisatorische und/oder bergrechtliche Maßnahmen. Allerdings können diese Maßnahmen weitestgehend nur dort angewendet werden, wo die Anlagen nur zur Schachtförderung und nicht für die Seilfahrt genutzt werden.

### Verjüngte Förderseile
Die Maßnahme, die Grenzteufe durch verjüngte Seile zu vergrößern, wurde bereits in den 1830er Jahren in den Kohlengruben von Lüttich angewendet. Hierfür werden Seile verwendet, deren Querschnitt von oben nach unten schwächer wird. Das Prinzip beruht auf der Erkenntnis, dass der untere Seilquerschnitt stets nur die Förderlast tragen muss. Somit wird der untere Seilabschnitt nur für die maximal zulässige Förderlast berechnet und ausgelegt. Jeder weiter oben befindliche Seilquerschnitt muss dann zusätzlich zur Förderlast auch noch das Gewicht des unter ihm hängenden Seilstücks tragen. Das oberste Seilstück muss so ausgelegt sein, dass der Seilquerschnitt ausreicht, um das volle Gewicht (Nutzlast und Totlast) tragen zu können. Je größer die Teufe wird und somit auch die Länge des Seiles, umso größer wird die Seillast und umso größer muss der Seilquerschnitt sein. Insbesondere bei größeren Teufen kann durch diese Maßnahme viel Seilgewicht eingespart werden. Bedingt durch diese Gewichtseinsparung ist die Grenzteufe von verjüngten Förderseilen wesentlich größer als die von „normalen“ Förderseilen. Die Vorteile der verjüngten Seile machen sich nach Riehn allerdings erst bei Teufen über 500 Meter bemerkbar. Nach Hrabak sollten verjüngte Seile erst ab einer Teufe von 700–800 Metern zur Anwendung kommen. Allerdings sind verjüngte Seile nicht für Treibscheibenförderanlagen und Maschinen mit zylindrischen Trommeln geeignet, sondern nur für Bobinen oder Spiraltrommeln.

### Tragfähigere Seile
Eine weitere Möglichkeit, das Seilgewicht zu verringern, um dadurch die Grenzteufe zu vergrößern, ist die Verwendung von Seilen aus verbesserten Stählen. Die Anforderungen an Förderseile für große Teufen sind eine sehr hohe Bruchkraft, gute Biegsamkeit, Querdruckbeständigkeit, hoher Verschleißwiderstand und geringer Belastungsdrall. Durch Veränderungen im Bereich der Metallurgie konnten höhere Reinheitsgrade bei Seilstählen erreicht und somit die Zugfestigkeit bei Förderseilen gesteigert werden. Insbesondere Seile aus Materialien mit hoher Bruchfestigkeit werden für größere Teufen verwendet. So werden für größere Teufen Förderseile mit einer Bruchfestigkeit von 220 kg pro mm2 verwendet. Hochfeste Förderseile haben sogar eine Bruchfestigkeit von 240 kg pro mm2.
| Förderweg m | Bruchlast kg/mm2 | Nutzlast kg | Totlast kg | Seilquerschnitt mm2 | Seildurchmesser mm | Seilgewicht kg |
| ----------- | ---------------- | ----------- | ---------- | ------------------- | ------------------ | -------------- |
| 1200        | 120              | 4000        | 4000       | 6000                | 131                | 72.000         |
| 1200        | 180              | 4000        | 4000       | 1000                | 53                 | 12.000         |
| 1200        | 240              | 4000        | 4000       | 545                 | 39                 | 6.500          |

Diese Möglichkeit, das Seilgewicht zu verringern, ist für Förderschächte denkbar, jedoch muss, bedingt durch den höheren Sicherheitsfaktor, bei Schächten mit Seilfahrt der Seildurchmesser unverhältnismäßig größer gewählt werden als bei reinen Förderschächten. Zudem müssen bei diesen Stählen mit hoher Bruchfestigkeit die Krümmungshalbmesser größer gewählt werden. Das bedeutet, dass sowohl der Seilträger als auch die Seilscheibe entsprechend dimensioniert werden müssen. Für Anlagen mit Fahrgeschwindigkeiten über 4 m/s sollte der Durchmesser dem 100-fachen Seilnenndurchmesser entsprechen.

### Verwendung mehrerer Seile

Diagramm Grenzteufe und Grenzlast

Eine zusätzliche Möglichkeit, die Teufe zu vergrößern, ist die Verwendung von zwei oder mehr Förderseilen an einem Fördergutträger. Diese Form der Förderungen mit Seilen wird als Mehrseilförderung bezeichnet. Durch die Verwendung von zwei oder mehr Seilen wird die Last auf die entsprechende Anzahl der Seile verteilt. Dadurch ist es möglich, Seile zu verwenden, die einen kleineren Querschnitt haben, was wiederum dazu führt, dass Seilträger und Seilscheibe einen kleineren Querschnitt haben können. Allerdings müssen die einzelnen Seile über ein spezielles Zwischengeschirr mit dem Fördergutträger verbunden werden, damit sich die Last gleichmäßig auf die einzelnen Seile verteilen kann. Eine andere Möglichkeit, die bei Blair-Fördermaschinen eingesetzt wird, ist die Lastverteilung mittels Seilrollenkompensation und Fehlstellungsüberwachung der Förderseile. Die Lastverteilung auf mehrere Seile erhöht allgemein die Sicherheit der Schachtförderanlage, zudem können dünnere Seile bei der Seilrevision einfacher kontrolliert werden, da bei ihnen das Verhältnis von Seiloberfläche zu Seilquerschnitt für die Kontrolle günstiger ist.

### Bergrechtliche Maßnahmen
Zu guter Letzt besteht auch die Möglichkeit, den Seilsicherheitsfaktor zu verkleinern. Bereits Anfang des 20. Jahrhunderts wurde die Maßnahme eingeführt, den Sicherheitsfaktor für große Teufen von 6 auf 5 oder sogar 4 zu reduzieren.
| Seilart                                    | Zerreißlänge in Meter | Seillänge / m Seilsicherheitsfaktor 6 | Seillänge / m Seilsicherheitsfaktor 5 | Seillänge / m Seilsicherheitsfaktor 4 |
| ------------------------------------------ | --------------------- | ------------------------------------- | ------------------------------------- | ------------------------------------- |
| Tiegelgußstahl Bruchfestigkeit 120 kg/mm2  | 12.500                | 2000                                  | 2400                                  | 3000                                  |
| Pflugstahldraht Bruchfestigkeit 180 kg/mm2 | 20.000                | 3000                                  | 3600                                  | 4500                                  |

Für die Reduzierung des Seilsicherheitsfaktors muss jedoch eine Zulassung durch die für den Bergbau zuständigen Behörden erfolgen. Dabei muss berücksichtigt werden, dass der Seilsicherheitsfaktor während der Betriebsdauer sinkt. Allerdings konnte durch Untersuchungen nachgewiesen werden, dass der Seilfestigkeit und somit die Seilsicherheit während der Betriebsdauer, in der Regel um maximal 20 Prozent sinkt. Hinzu kommt, dass sich das Seilgewicht bei großen Teufen aufgrund der Elastizität des Förderseiles nicht so stark auswirkt wie das starre Gewicht des Förderkorbes und des Weiteren die schädlichen Stoßwirkungen bei längeren Seilen nur abgeschwächt auftreten. Die Maßnahme, den Seilsicherheitsfaktor zu reduzieren, wird so z. B. im südafrikanischen Bergbau bei den dort eingesetzten Blair Trommelfördermaschinen angewandt. Um das Seil nicht zu stark zu belasten, werden die Förderströme möglichst gering gehalten.